# Clitenella ignitincta
Clitenella ignitincta là một loài bọ cánh cứng trong họ Chrysomelidae. Loài này được Fairmaire miêu tả khoa học năm 1878.